# Godło Turcji
Godło Turcji nie jest urzędowo zatwierdzone, jednak wiele instytucji rządowych w tym kraju używa niezatwierdzonego urzędowo logo. Logo jest czerwonym owalem, na którym umieszczono biały półksiężyc i gwiazdę z tureckiej flagi oraz oficjalną nazwę Turcji w języku narodowym.  
Często też zamiennikiem godła jest czerwony półksiężyc i gwiazda na białym tle lub też w wersji bez tła. Symbol ten występuje na tureckich paszportach i dowodach osobistych.

## Galeria

Godło Prezydenta Turcji